# Comparació entre el català i l'occità
Diferències entre el català i l'occità són les diferències més significatives entre dues llengües romàniques veïnes, el català i l'occità.
Realment el gal·loromanisme del català ressalta davant la presència d'equivalències com les que segueixen: glop; dallar/dalhar; talent; julivert/jolverd; nebot; fiçó/fisson; empeltar/empeutar; suc/chuc; xapar/chapar; tustar; rampoina/rampònha, rampòina; esma/èsme, èime; bocagròs; lletraferit/letraferit; culcosit/cuolcosit, cuolcosut; tabustar, tabuixar/tabustar, tabussar; biaix/biais; foll/fòl (gos foll/gos fòl); fonyar/fonhar; record/recòrd; regòrd 'anyell tardà'; rai (interjecció); els sinònims de 'vegada' (vegada, volta/vòlta, vòuta, cop/còp, viatge), etc. (Le Dû, Le Berre i Brun-Trigaud 2005; recerca personal). I la nombrosa fraseologia: al bell mig/al bèl mièg; mig figa-mig raïm/ n'estre ni figo ni rasin [n'èstre ni figa ni rasim]; són figues d'un altre paner/acò's de figo d'un autre panié [aquò's de figas d'un autre panier] (Mistral) [cast. ser harina de otro costal]; no tenir ni suc ni bruc 'no tenir substància o gràcia'; n'a ni chuc ni muc 'ni goût ni saveur, il est sans valeur' (Alibert 1966); té les mans foradades/a li man traucado [a lei mans traucadas] «c'est un panier percé, un prodigue» (Mistral); esser com ets ases d'Artà, que en veure es bast ja suen (DCVB)/l'ase de Rigaud: suso en vesènt lou bast [l'ase de Rigaud, susa en vesent lo bast] (Mistral). No s'allibera de tals igualacions la paremiologia meteorològica, amb estructures molt semblants (vegeu Mistral): cel rogent, pluja o vent/occ. cèu rougen, plueio o vènt [cèu rogent, plueja o vent]; abril no et llevis un fil/occ. en abrieu, quites pas un fièu [en abriu, quites pas un fiu]; quan el març no marceja, abril abrileja/occ. març marçolege, abriu abriulege.

## Diferències en gramàtica

### Articles
Tant al català com a l'occità, els articles varien molt depenent del dialecte.
| Català                     | Occità                                                     |
| -------------------------- | ---------------------------------------------------------- |
| el/lo/es (article salat)   | lo/eth-er (gascó pirinenc)/so (article salat)              |
| la/sa (article salat)      | la/era (gascó pirinenc)/sa (article salat)                 |
| els/los/es (article salat) | los/lei(s)/eths-es (gascó pirinenc)/sei(s) (article salat) |
| les/sès (article salat)    | las/lei(s)/eras-es (gascó pirinenc)/sei(s) (article salat) |

Aquesta taula és una comparació dels articles determinats més habituals, però tant en català com en occità podem trobar-ne d'altres com ara lo/la, es/sa, en català; i eth/era, le/la, el/la, so/sa, etc. en occità. Els articles indeterminats en singular són idèntics en ambdues llengües, però en plural alguns parlars occitans fa servir la preposició 'de' ('dels/de las' en nord-occità)com a partitiu (I a de mainatges). Els articles occitans lo, la s'apostrofen davant de paraula que comença amb una vocal (fins i tot en majúscula).
També, igual que en català, els articles determinats es contracten amb algunes preposicions: al, als, del, dels, pel, pels. Remarquen aquesta contracció amb les preposicions sus (sobre) i jos (sota): sul, suls, jol, jols (alguns parlars mantenen 'per lo(s)/la(s)').
L'occità general introdueix amb de els complements directes que poden ser pronominalitzables pel pronom en. En aquest cas diem que la preposició de és un article partitiu: Vòli de pan (ne vòli) / "Vull pa (en vull)".

## Diferències graficofonètiques
- La catalana ll al començament de les paraules és un equivalent de l en les paraules occitanes, l'occità és més conservador en aquest aspecte l: ca. llatí, llibres - oc. latin, libres.
- L'occitana nd és un equivalent de n en les paraules catalanes: ca. depèn, món, correspon - oc. depend, mond, correspond.
- La catalana ny davant una vocal té com a equivalent nh en les paraules occitanes: ca. acompanyat, ensenyament - oc. acompanhat, ensenhament. Però cal dir que l'occità no palatalitza pas certes paraules com per exemple ca. anys - oc. ans.

## Prefixos i sufixos
- Sufixos:

| Català                 | Occità                   | Notes |
| ---------------------- | ------------------------ | --- |
| -à                     | -an                      | La "n" final occitana no és muda en tots els macrodialectes tret del llengadocià.                                                                         |
| -ic (m), -ica (f)      | -ic/-ician (m), -ica (f) | En occità, no es marca un accent sobre la síl·laba que precedeix aquesta terminació. El sufix -ic s'aplica als adjectius, -ician als noms de professions. |
| -ió (sing), -ions (pl) | -ion (sing), -ions (pl)  | Al singular, tret del llengadocià la N final no es muda; Al plural tots els dialectes occitans fan la N muda.                                             |
| -iu                    | -iu                      | Creació de l'adjectiu. |
| -ment                  | -ment                    | Creació de l'adverbi; en occità s'afegeix aquesta terminació a l'adjectiu femení: ca. inicialment - oc. inicialament.                                     |